# Матусовка (река)
Матусовка — малая река в Дмитровском районе Московской области России, впадает Яхрому в 36 км от устья справа. Также называется Дубцом, возможно, по названию притока.
Формируется на склоне Клинско-Дмитровской гряды, исток находится западней деревни Бородино. Потом речка бежит на запад, возле Внуковского кладбища сливается с ручьём, стекающим от села Внуково. Протекая севернее микрорайона Внуковского (посёлка РТС), после деревни Игнатовки сливается со своим притоком Дубцом (ручьём Михайловский овраг).
В дальнейшем речка попадает в город Дмитров, где протекает вдоль микрорайона ДЗФС и через бор. Проходит под автомобильной дорогой по Профессиональной улице, под Савёловской железной дорогой, где уже впадает в протоку Старая Яхрома. Которая, протекая по дюкеру, впадает в Новую Яхрому.

## Гидрология
В Государственном водном реестре река числится как Матуровка. Длина водотока 5,5 км. Площадь водосборного бассейна — 12,5 км².
Долина речки симметричная, с крутыми склонами, в низовьях достигает глубины 0,5—1 м и ширины 2—4 м ближе к устью. В половодье речка разливается до 5—15 метров.

## Речка на территории города
По всей длине образовано несколько прудов, запруд. На территории города Дмитрова оборудовано несколько пешеходных мостиков.
В 2000—2010-е годы произведены работы по облагораживанию берегов речки и берегоукреплению на участке от 2-го Ковригинского проезда до улицы Профессиональной. Было обновлено 2 пешеходных моста и построен новый у улицы Профессиональной.
Это наиболее очаровательный участок речки. По одному берегу поле, переходящее в бор; по другому идёт деревянная частная жилая зона. Берега поросли ивой, берёзой, ольхой.
Речка бежит сквозь парк «Сосновый бор», переходя в пруд. Далее тропинка через сосны вдоль берега переходит в пешеходную дорожку и обратно. У Дмитровского молокозавода заливные поляны с выкошенной травой и высокими соснами, по другому берегу одноэтажная жилая застройка.
Недалеко располагается храм Всемилостивого спаса.

## Флора и фауна
В прудах, образованных речкой, ловятся серебряный карась, плотва, ротан, окунь.

## Происхождение названия
Матусовка названа по топониму Матусово: Матусово поле (сейчас СНТ «Матусово поле»), Матусовский лес. По данным 1926 года лесная сторожка Матусово входила в состав Митькинского сельсовета Дмитровской волости. Скорее всего, Матусово — бывшая деревня, исчезнувшая в результате Польско-литовского нашествия.
Название Дубец, вероятно, название связано с данной местностью. Рядом располагается деревня Поддубки.